# 210147 Žalgiris
210147 Žalgiris è un asteroide della fascia principale. Scoperto nel 2006, presenta un'orbita caratterizzata da un semiasse maggiore pari a 3,0660707 au e da un'eccentricità di 0,0639871, inclinata di 4,12209° rispetto all'eclittica.
L'asteroide era stato inizialmente battezzato 210147 Zalgiris per poi essere corretto nella denominazione attuale.
Il nome dell'asteroide ricorda la battaglia di Žalgiris del 1410, meglio conosciuta come battaglia di Grunwald.